# Smerinthus jamaicensis
Smerinthus jamaicensis är en fjärilsart som beskrevs av Dru Drury 1773. Smerinthus jamaicensis ingår i släktet Smerinthus och familjen svärmare. Inga underarter finns listade i Catalogue of Life.

## Bilder

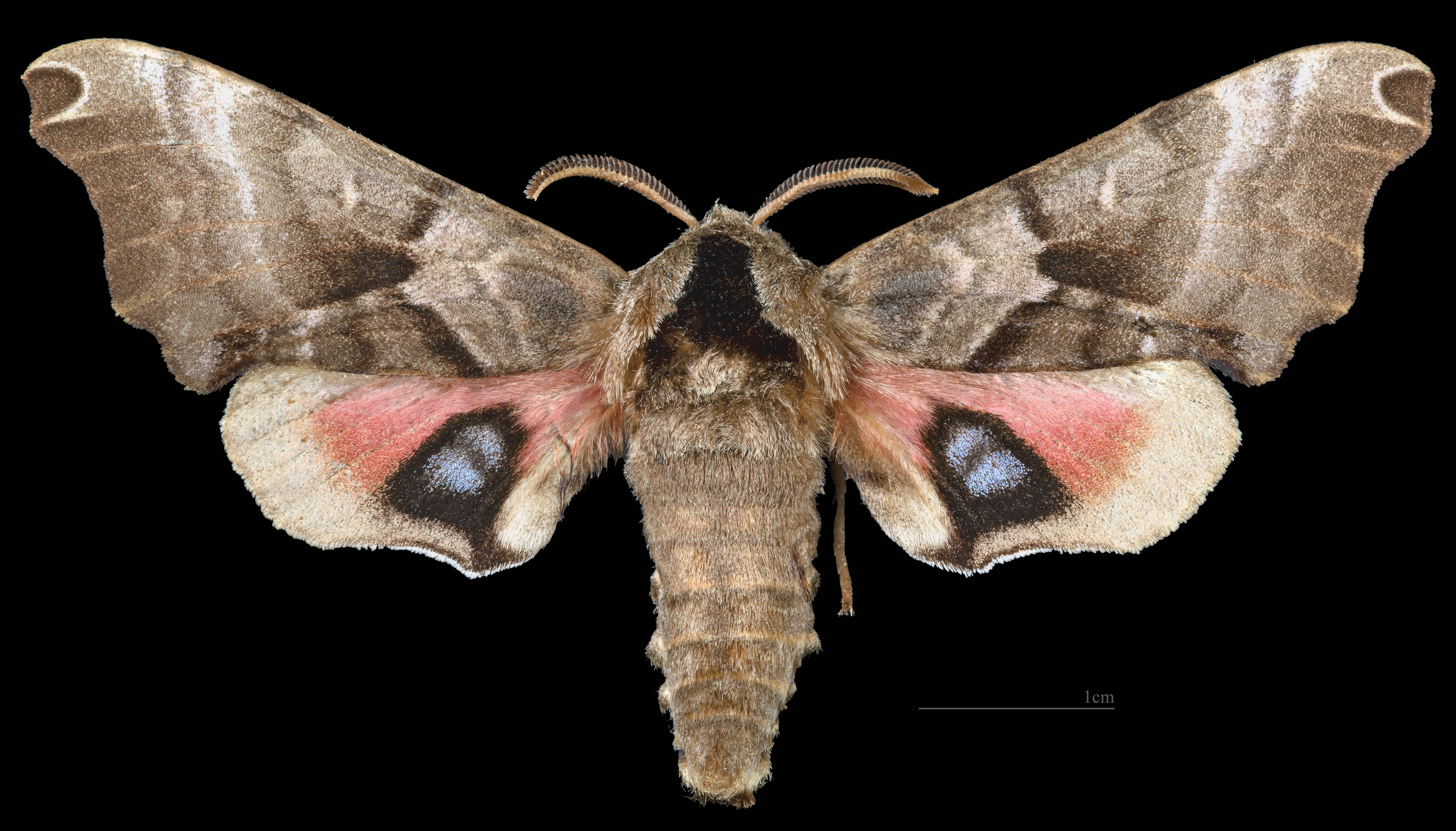
Smerinthus jamaicensis ♂
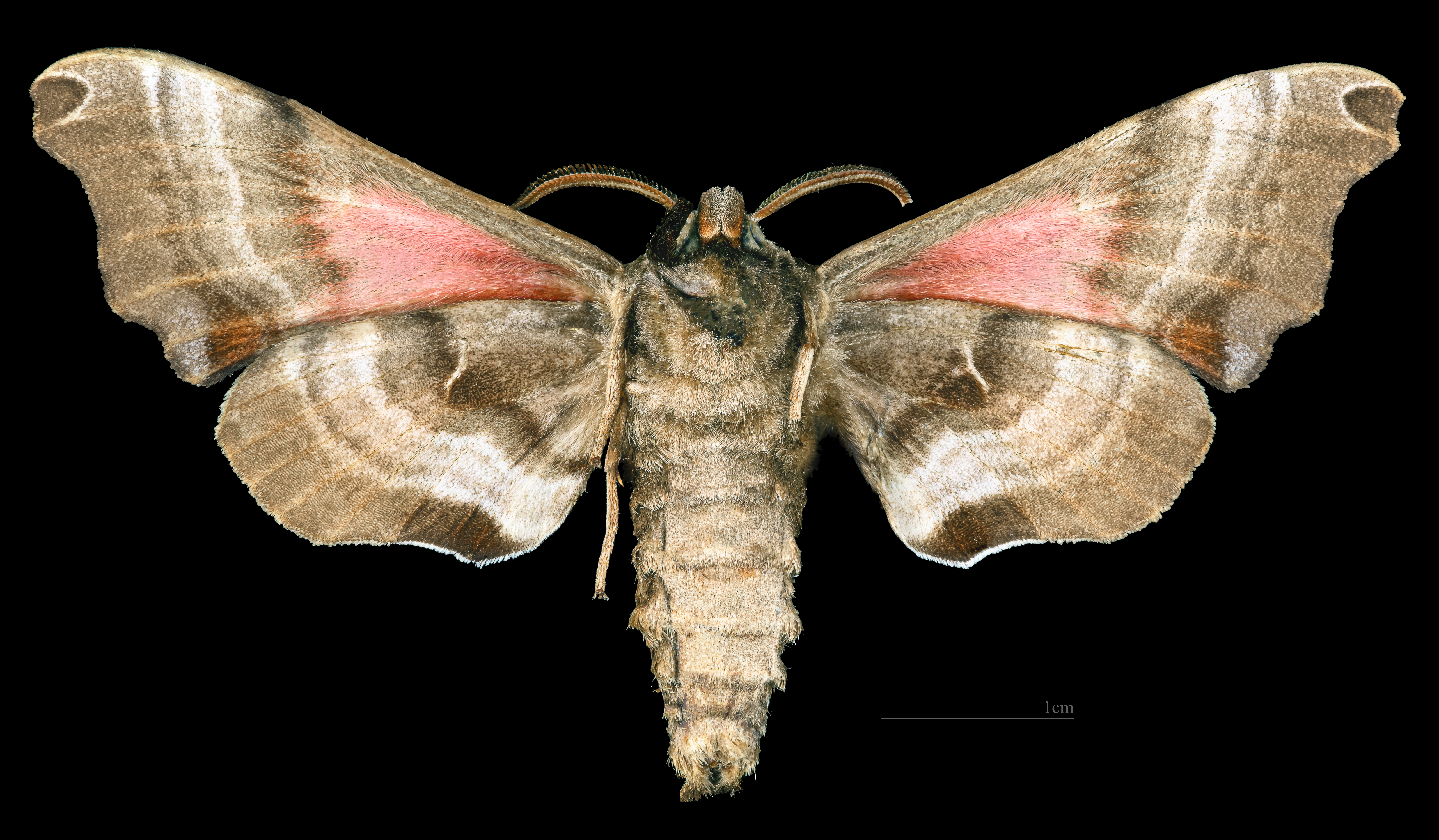
Smerinthus jamaicensis ♂ △
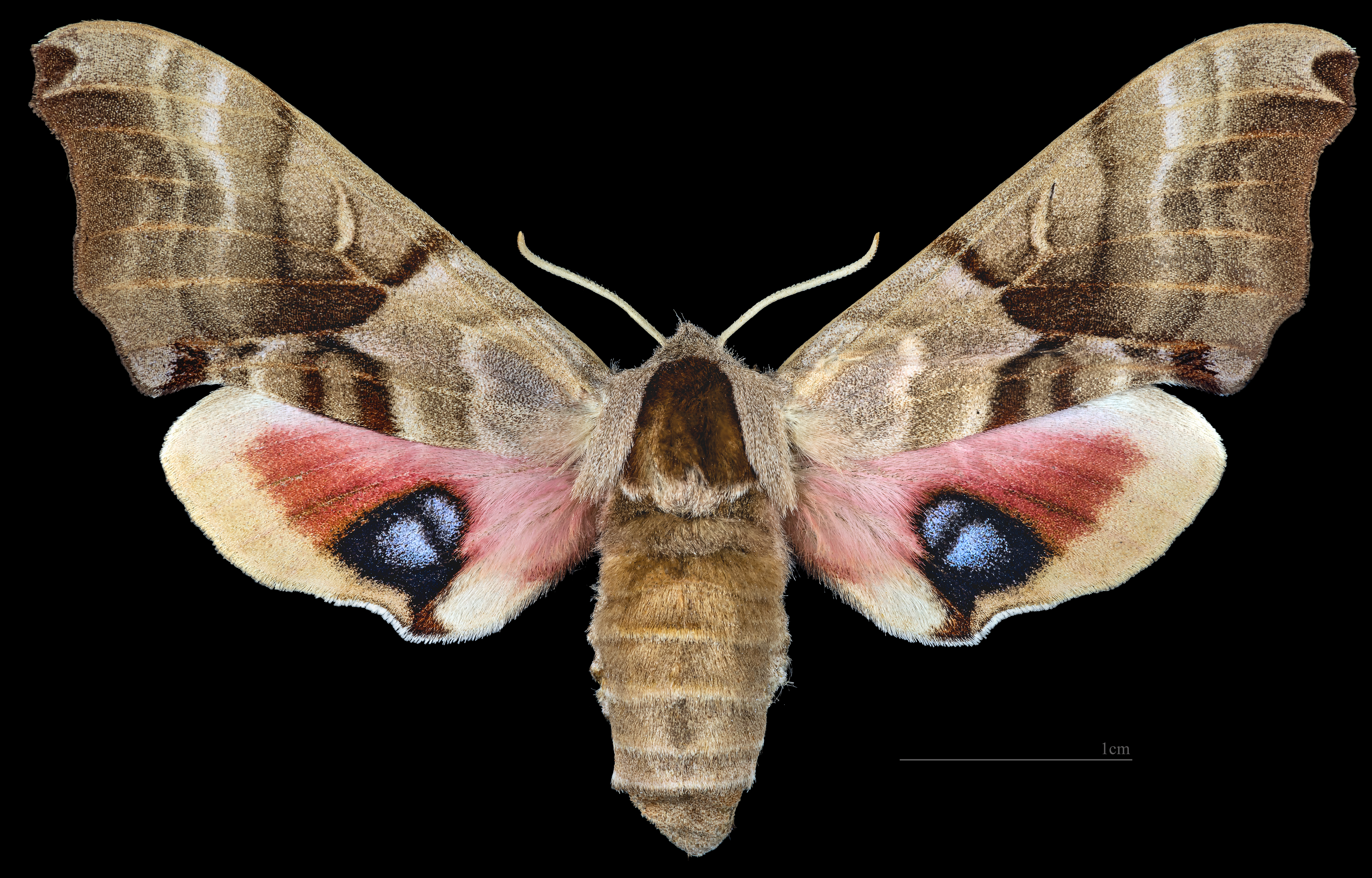
Smerinthus jamaicensis ♀
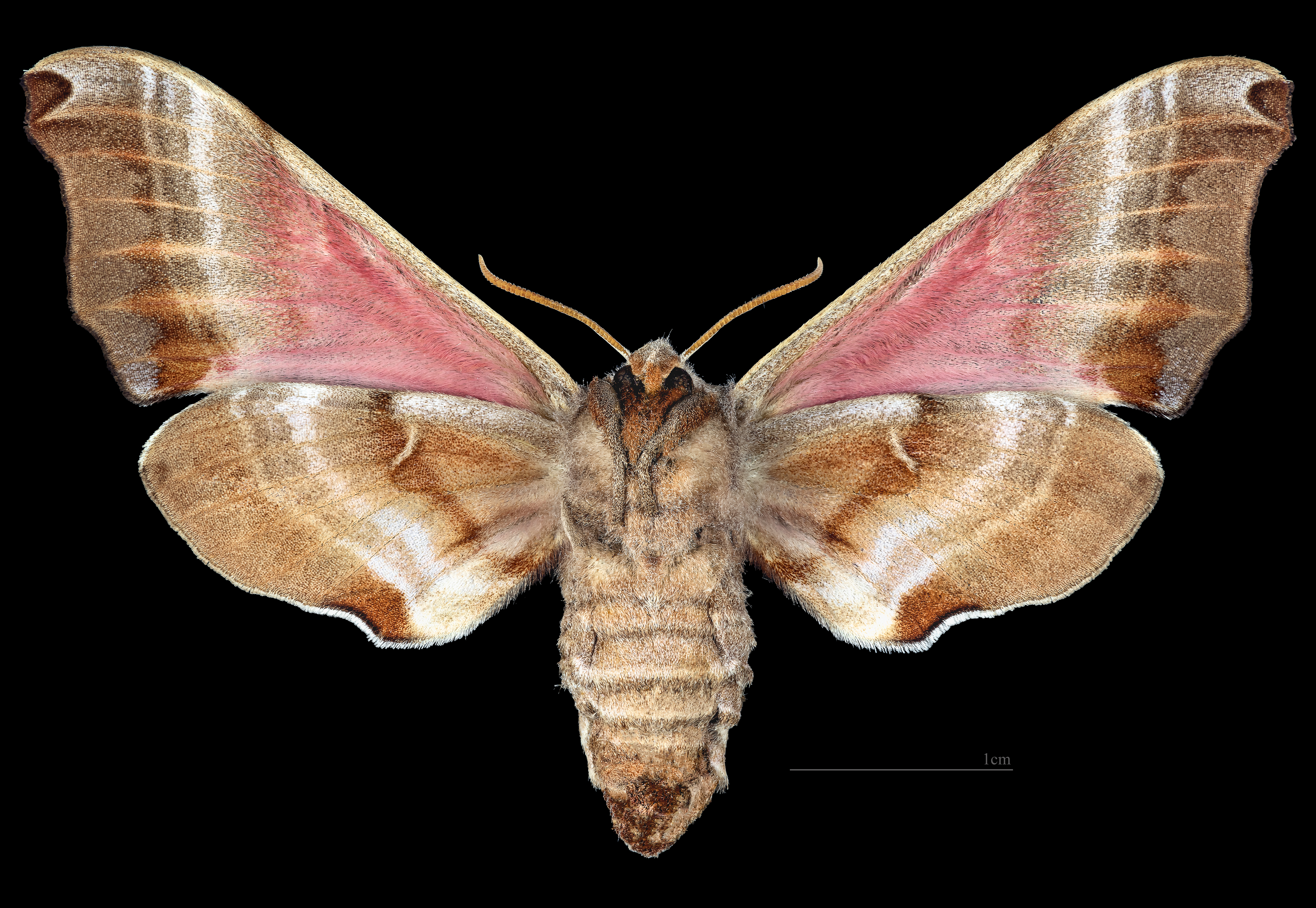
Smerinthus jamaicensis ♀ △